# Parapalpares latipennis
Parapalpares latipennis is een insect uit de familie van de mierenleeuwen (Myrmeleontidae), die tot de orde netvleugeligen (Neuroptera) behoort. 
Parapalpares latipennis is voor het eerst wetenschappelijk beschreven door Rambur in 1842.